# Bettlach (Suíça)
Bettlach é uma comuna da Suíça, situada no distrito de Lebern, no cantão de Soleura. Tem 12,20 km² de área e sua população em 2018 foi estimada em 4.910 habitantes.